# Stereophyllum gracile
Stereophyllum gracile là một loài Rêu trong họ Stereophyllaceae. Loài này được (Hampe) Kindb. miêu tả khoa học đầu tiên năm 1891.